# Conseil d'Elrond
Le Conseil d'Elrond est un événement fictif décrit dans le roman de l'écrivain britannique J. R. R. Tolkien Le Seigneur des anneaux au livre II, chapitre 2.

## Histoire
Le Conseil d'Elrond se tient à Imladris (Fondcombe), chez Elrond Semi-Elfe (fils d'Eärendil), et réunit notamment le magicien Gandalf ; Glorfindel et Erestor de la Maison d'Elrond ; Galdor de Mithlond ; Legolas, fils du roi Thranduil des Elfes de la Forêt Noire ; Frodon et Bilbon Sacquet, Hobbits de la Comté ; les Hommes Boromir du Gondor et Aragorn des Dúnedain ; les nains d'Erebor Glóin et son fils Gimli.
Ce Conseil a pour objet le sort de l'Anneau unique forgé par Sauron, tombé accidentellement entre les mains du hobbit Bilbon, qui l'a transmis à son neveu Frodon. L'Anneau est l'arme suprême du Seigneur des Ténèbres, sa substance même, et doit absolument être détruit. Mais il engendre une telle fascination, un tel pouvoir d'attrait maléfique, qu'il est difficile pour quiconque le détient de s'en séparer, a fortiori pour le détruire.
Au cours du conseil est raconté comment Gwaihir, le Seigneur des Vents a trouvé Gandalf sur la cime d'Orthanc, emprisonné par Saroumane.
Après maints débats très animés, les participants au conseil décident de fonder la Communauté de l'anneau, composée de neuf marcheurs (les hommes Aragorn et Boromir, les hobbits Frodon, Sam, Pippin et Merry, l'elfe Legolas ainsi que le nain Gimli, guidés par Gandalf) et chargée de porter l'anneau en Mordor, le royaume ténébreux de Sauron, pour le jeter dans les flammes de la Montagne du Destin d'où il est né des milliers d'années plus tôt. Le nombre de neuf membres est choisi pour contrer les neuf Nazgûl, serviteurs de Sauron. Chacun des peuples représenté lors du conseil compte ainsi au moins un représentant parmi la Communauté, un magicien, un elfe, un nain, deux hommes et quatre hobbits.
Le sort des membres de cette communauté occupe la part essentielle dans la suite du Seigneur des Anneaux.

## Conception et évolution
Le Conseil d'Elrond se place dans la continuité du Conseil Blanc qui se réunissait autrefois pour contrer la menace grandissante de Sauron à Dol Guldur et était composé de magiciens et d'elfes.

## Adaptations
Dans l'adaptation cinématographique de Peter Jackson, on voit d'autres humains, et d'autres Elfes de Mirkwood (dont Figwit) accompagnant Legolas, qui n'est pas seul comme dans l'œuvre originale.

## Dans la culture populaire
Dans le roman Seul sur Mars, des employés de la NASA constituent un groupe nommé Projet Elrond en référence au Conseil d'Elrond.